# Mikhail Viktorovich Zudenkov
Mikhail Viktorovich Zudenkov (tiếng Nga: Михаил Викторович Зуденков; sinh ngày 13 tháng 4 năm 1970) là một cựu cầu thủ bóng đá Nga.